# قره-اوی (شهرستان نوکت)
قره-اوی (به زبان قرقیزی: Кара-Ой، قارا وي) یک روستا در قرقیزستان است که در شهرستان نوکت واقع شده‌است. قره-اوی ۴۳۷ نفر جمعیت دارد.